# Vitulano
Vitulano – miejscowość i gmina we Włoszech, w regionie Kampania, w prowincji Benewent.
Według danych na I 2009 gminę zamieszkiwało 3035 osób przy gęstości zaludnienia 84,5 os./1 km².